# Atto I (album)
Atto I è il primo album della coppia Al Bano & Romina Power. Contiene la canzone Dialogo che fu presentata al festival Un disco per l'estate 1975 e classificata al secondo posto.

## Tracce

### Lato A
1. Evasione o realtà (Albano Carrisi, Romina Power)
2. Un uomo diventato amore (Romina Power)
3. Sognando Copacabana (Romina Power)
4. Come ti desidero (Albano Carrisi, Romina Power)
5. Sensazione meravigliosa (Romina Power)
6. Dialogo (Albano Carrisi, Romina Power)

### Lato B
1. Se ti raccontassi (Romina Power)
2. Amore nel 2000 (Albano Carrisi, Romina Power)
3. Il pianto degli ulivi (Albano Carrisi, Paolo Limiti)
4. Moderno Don Chisciotte (Romina Power)
5. Mai mai mai (Albano Carrisi)
6. Paolino maialino (Paolo Limiti, Romina Power)